# Gynopterus perrieri
Gynopterus perrieri is een keversoort uit de familie klopkevers (Ptinidae). De wetenschappelijke naam van de soort werd in 1899 gepubliceerd door Léon Marc Herminie Fairmaire.